# 莊家古厝
莊家古厝位於臺灣高雄市大樹區姑山里。曾被列為高雄縣歷史建築，後因家族因素而暫時除名。2022年11月18日再度登錄為高雄市歷史建築。

## 沿革

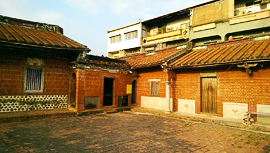
古厝中庭

莊家古厝位於姑婆寮山頂東側，為莊家堂號「天水堂」的家族所有，早期莊氏族人以種植鳳梨起家，以儉持家而漸漸發達；清代莊家先祖莊清標兄弟開始建造起大厝，聘請了唐山師傅，建材除了砂石外，幾乎都從福建運送而來，花費數年的時間，完成四合院形制。日治時期莊姓先祖莊財種蕃薯養豬而逐漸累積致富，於明治末年到大正初年間又將建築增建；而後任當地保正的莊其中於1921年擴建成今之模樣。至今日仍保留完好，莊家人曾對建築作整修使整體格局完整，並向高雄縣文化局申請為歷史建築，因其完整建築具文化價值而登錄，並編列預算維護，但兩年後部分莊家人提出撤銷，為高雄縣史上頭例；縣府經討論後，暫時將預算凍結，並將莊家古厝暫列為歷史建築。近年因常為鄉土戲劇拍攝地，以及電視報導，漸為人所知，成為大樹區有名的景點。

## 建築特色

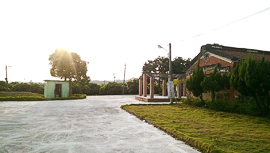
莊家古厝外埕

莊家古厝合外埕面積，約有八百坪左右，外埕現用作停車場，宅院前堂供奉關聖帝君，後堂供奉觀世音菩薩及莊家祖先牌位。整棟建築年代可分清治時期的四合院和日治增建的前落增建左右護龍兩部分，古厝呈長方形，為二落二護龍的四合院，有正廳七開間、門房三間，以護龍及過水門廊與三開間的前廳相接，稱為「七包三」的格局，為當時鼎盛極致表現；亦有建築學者楊博淵以「二進加門樓的合院形制」稱呼之。大門進入後，地面紅磚的排列方式呈「入」字形，以作歡迎訪者之意，外牆空隙則用竹、書做塑雕以表注重節操、節儉和勤讀；壁角則留有貓孔及外壁鳥踏。古厝內共有八幅書卷軸彩繪，是以泥塑書卷做為裝飾，開展的書卷中間有摺曲，兩側卷成卷筒狀，中央及左右摺成三個小單位，可彩繪或題字，為府城彩繪名家陳玉峰的所作。